# Nova Pisanica
Nova Pisanica es una localidad de Croacia en el municipio de Velika Pisanica, condado de Bjelovar-Bilogora.

## Geografía
Se encuentra a una altitud de 162 m s. n. m. a 114 km de la capital nacional, Zagreb.

## Demografía
En el censo 2011 el total de población de la localidad fue de 59 habitantes.
| Gráfica de población de Nova Pisanica 1857-2011                     |
|                                                                     |
| Según los censos de población de la oficina estadística de Croacia. |